# Faust IV
Faust IV est le 5e album du groupe krautrock allemand Faust, sorti en 1973.

## Liste des chansons
Toutes les chansons ont été écrites par Faust.
Face A
1. "Krautrock" – 12:00
2. "The Sad Skinhead" – 2:30
3. "Jennifer" – 7:00

Face B
  1–2.  "Just a Second" / "Picnic on a Frozen River, Deuxième Tableau" – 3:00
1. "Giggy Smile" – 8:00
2. "Läuft...Heißt das es läuft oder es kommt bald...Läuft" – 8:00
3. "It's a Bit of a Pain" – 3:07

## Personnel
- Werner Diermaier – batterie
- Hans Joachim Irmler – orgue
- Jean-Hervé Péron – basse
- Rudolf Sosna – guitare, clavier
- Gunter Wüsthoff – synthétiseur, saxophone